# جوئل لوندکویست
جوئل لوندکویست (انگلیسی: Joel Lundqvist؛ زادهٔ ۲ مارس ۱۹۸۲) بازیکن هاکی روی یخ اهل سوئد است.